# Danmarks herrlandslag i rugby union
Danmarks herrlandslag i rugby union representerar Danmark i rugby union på herrsidan. Landslaget kontrolleras av Dansk Rugby Union och har funnits sedan 1940-talet. I första matchen föll man med 0-6 mot Sverige i Stockholm den 23 oktober 1949.

### Fotnoter
1. ↑  ”Rugby International”. http://www.rugbyinternational.net/countries/denmark.htm. Läst 21 augusti 2011.